# Джими Хендрикс (фильм)
«Джими Хендрикс» (англ. Jimi: All Is By My Side; дословно — «Джими: Всё на моей стороне») — фильм американского режиссёра Джона Ридли о начале музыкальной карьеры Джими Хендрикса. Премьера картины состоялась 7 сентября 2013 года на Торонтском кинофестивале, в России фильм вышел 18 сентября 2014 года.

## Сюжет
Действие происходит в Лондоне 1966—1967 годов (натурные съёмки осуществлялись в современном Дублине). Неизвестный гитарист Джимми Хендрикс (Бенджамин) играет в одном из рок-клубов Нью-Йорка. Его способности замечает Линда Кит (И. Путс), групи и подружка одного из «роллингов» Кита Ричардса (Э. Чарлз). Она распознаёт в Джимми будущую звезду, вводит в мир рок-музыкантов и даже порывает ради него с Ричардсом. Одним из главных в карьере молодого исполнителя становится знакомство с бас-гитаристом «The Animals» Чесом Чендлером (Э. Бакли). Этот музыкант, переживающий недавний распад своей группы, выступает в качестве менеджера и продюсера Хендрикса.
Во время гастролей в британской столице Джимми знакомится с новой поклонницей Кэти Этчингем (Этвелл) и бросает Линду. Весной 1967 года вновь набранный коллектив во главе с Хендриксом записывает свой дебютный альбом «Are You Experienced».

## В ролях
| Актёр           | Роль               |
| --------------- | ------------------ |
| Андре Бенджамин | Джими Хендрикс     |
| Хэйли Этвелл    | Кэти Этчингем      |
| Имоджен Путс    | Линда Кейт         |
| Бёрн Горман     | Майкл Джеффри      |
| Эндрю Бакли     | Чес Чендлер        |
| Джейд Юрелл     | Роберта Гольдштейн |
| Робби Джарвис   | Эндрю Луг Олдэм    |
| Эшли Чарльз     | Кит Ричардс        |

## Музыка в фильме
Журнал «Rolling Stone» утверждает, что наследники Джими Хендрикса отказались предоставить права на воспроизведение написанных им композиций, требуя большего участия фирмы Experience Hendrix LLC — компании, которая представляет их интересы, в съёмочном процессе. В связи с этим Андре Бенджамин исполняет в фильме песни The Beatles, Мадди Уотерса и других авторов. В целом это соответствует репертуару гитариста на первом этапе его творчества.

## Критика
Журнал «Rolling Stone»: «Для тех, кто может посмотреть сквозь пальцы на вопиющие музыкальные упущения, (фильм) создаёт портрет человека до того, как он стал иконой, человека, который, как и многие, не знал как достигнуть этого, человека, которого любовь и восхищение женщиной толкнуло на достижение цели».
«The Guardian»: «Фильм затянут и громоздок, он испытывает даже упорство поклонников музыканта. <…> Хендрикса всегда было сложно втиснуть в определённые рамки. „Всё на моей стороне“ пытается сделать это, если не в музыке, то по духу».